# Белл, Маршалл
Ма́ршалл Белл (англ. Marshall Bell; род. 28 сентября 1942, Талса) — американский актёр кино и телевидения.

## Биография
Арчибальд Маршалл Белл родился 28 сентября 1942 года в Талсе, штат Оклахома, США. В возрасте тринадцати лет переехал с семьёй в Денвер, штат Колорадо. Обучался в школе Святого Павла в Конкорде, штат Нью-Гэмпшир, но был из неё исключён. Окончил среднее образование в школе Fountain Valley School в Колорадо-Спрингс, штат Колорадо в 1961 году. Окончил Колорадский университет (англ. University of Colorado), по образованию — социолог; три года отслужил в армии.
Несмотря на то, что Белл хотел стать актёром ещё обучаясь в средней школе, впервые появился на экране лишь в возрасте сорока двух лет в связи с тем, что окружающие единодушно уверяли его в отсутствии актёрского таланта.
Женат на итальянке, оскароносной художнице по костюмам Милене Канонеро. По состоянию на 2012 год проживает с женой в Уэст-Голливуде, штат Калифорния.

## Избранная фильмография

### Кино
- 1984 — Птаха / Birdy — Ронски
- 1985 — Кошмар на улице Вязов 2: Месть Фредди / A Nightmare on Elm Street 2: Freddy's Revenge — Шнайдер, учитель физкультуры
- 1986 — Останься со мной / Stand by Me — мистер Лашанс
- 1986 — Охотник на людей / Manhunter — полицейский (в титрах не указан)
- 1987 — Черри-2000 / Cherry 2000 — Билл
- 1988 — Джонни, будь хорошим / англ. Johnny Be Good — Элканс
- 1988 — Близнецы / Twins — Уэбстер, бандит
- 1990 — Вспомнить всё / Total Recall — Джордж-Куато, лидер марсианских повстанцев
- 1990 — Дик Трейси / Dick Tracy — полицейский
- 1990 — Эйр Америка / Air America — Кью. Ви.
- 1991 — Кожаные куртки / Leather Jackets — Странник
- 1991 — Оскар / Oscar — репортёр
- 1992 — Бродяга / The Vagrant — Бродяга
- 1992 — Кровь невинных / Innocent Blood — Марш
- 1994 — Погоня / The Chase — Ари Джозефсон
- 1994 — Пустоголовые / Airheads — Карл Мейс
- 1994 — Прирождённые убийцы / Natural Born Killers — полицейский
- 1994 — Кукловоды / The Puppet Masters — Морган, генерал
- 1994 — Любовь — это оружие / Love Is a Gun
- 1995 — Расплата / Payback — Том Гуллерман
- 1995 — Операция «Дамбо» / Operation Dumbo Drop — Педерсон, полковник
- 1997 — Звёздный десант / Starship Troopers — Оуэн, генерал
- 1997 — Храбрец / The Brave — Ларри
- 1999 — Вирус / Virus — Джей. Вудс-младший
- 2000 — Песок / Sand — Гас
- 2002 — Мошенники / Serving Sara — Уоррен Себрон
- 2003 — Идентификация / Identity — юрист
- 2005 — Капоте / Capote — Уорден Маршалл Кратч
- 2006 — Спасительный рассвет / Rescue Dawn — Беррингтон, адмирал
- 2007 — Последний сезон / англ. The Final Season — Харви Мэйкпис
- 2007 — Нэнси Дрю / Nancy Drew — Джон Лэшинг
- 2008 — Гамлет 2 / англ. Hamlet 2 — Рокер, директор школы
- 2008 —  / англ. Heidi 4 Paws — мистер Сьюсханд (озвучивание)
- 2010 — Рок-н-рольные мечты Дункана Кристофера / англ. The Rock 'n' Roll Dreams of Duncan Christopher — дядюшка Вергилий
- 2011 — Прокол / Puncture — Джеффри Дэнкорт
- 2011 — Ромовый дневник / The Rum Diary — Донован

### Телевидение
- 1987 — Блюз Хилл стрит / Hill Street Blues — Майк Каталдо (в одном эпизоде)
- 1988 — Умник / Wiseguy — Уоррен Пайк (в двух эпизодах)
- 1989, 1993 — Байки из склепа / Tales from the Crypt — разные роли (в двух эпизодах)
- 1993 — Секретные материалы / The X-Files — Келвин Хендерсон (в одном эпизоде)
- 1996 — Тысячелетие / Millennium — судья (в одном эпизоде)
- 1999—2000 — Добро против Зла / англ. G vs E — Форд Пласко (в двадцати двух эпизодах)
- 2004 — Дедвуд / Deadwood — Клаггетт, судья (в трёх эпизодах)